# Водород
Водородът е химичен елемент, отбелязван със символа H и има атомен номер 1 в периодичната система. С атомна маса 1,00794 u той е най-лекият химичен елемент, а неговата едноатомна форма (H) е най-разпространеното химично вещество, формирайки около 75% от барионната маса на Вселената. Некомпактните звезди са съставени главно от водород в плазмено състояние.
При стандартни температура и налягане водородът е безцветен, безвкусен, нетоксичен, неметален и леснозапалим двуатомен газ с молекулна формула H2. Основната част от водорода на Земята е свързан в молекули, като тези на водата и органичните съединения, тъй като той лесно образува ковалентни съединения с повечето неметални елементи.
Водородът играе особено важна роля в неутрализационните процеси, в които при множество реакции се разменят протони между разтворими молекули. В йонни съединения той може да формира както отрицателно заредени аниони (H−), така и положително заредени катиони (H+). На пръв поглед водородните катиони приличат на самостоятелни протони, но в действителност те винаги представляват по-сложни структури.
Най-често срещаният изотоп на водорода е протият (1H), който съдържа един протон и никакви неутрони. Този най-прост водороден атом има голямо значение за теоретичната физика. Например той е единственият неутрален атом с аналитично решение на уравнението на Шрьодингер и изследването на енергиите и връзките в него изиграват важна роля в развитието на квантовата механика. Другите изотопи на водорода са деутерий (2Н) (тежък водород) с един неутрон, често отбелязван с D, който има маса 2,015 и тритий (3Н) (свръхтежък водород) с два неутрона, отбелязван и със знака T, като масата му е 3,017 .
Водороден газ е получен за пръв път по изкуствен път в началото на XVI век чрез смесването на метали и киселини. През 1766 – 1781 година англичанинът Хенри Кавендиш пръв го идентифицира като отделно вещество и установява, че при изгарянето му се образува вода – оттам идва и името на елемента. Антиматериалното съответствие на водорода – антиводород – е получено за пръв път в лабораторни условия през 1996 година.
Промишленото производство на водород най-често се извършва в процеса на преработка на природен газ, по-рядко при по-енергоемки технологии, като електролиза на вода. По-голямата част от водорода се използва в близост до мястото на производство, като двете му най-големи области на приложение са крекингът при преработка на изкопаеми горива и синтезът на амоняк, главно за производство на изкуствени торове. При излагане на водород много метали увеличават крехкостта си, което е особен проблем при конструирането на тръбопроводи и резервоари.

## Откриване
Още през XVII в. Парацелз — шведски лекар, алхимик, учен, астролог и философ —  наблюдава отделянето на газ при действието на сярна киселина върху желязо. Продуктът е наречен горящ въздух или флогистон, тъй като може да гори. През 1766 г. английският физик и химик Хенри Кавендиш получава водород в чист вид, поради което е смятан за откривател на химичния елемент. Първи Кавендиш установява плътността му чрез измерване, разбирайки, че този газ е различен от другите горящи газове. През 1783 г. Лавоазие прави точни изследвания и потвърждава тези на Кавендиш. Елементът е наречен водород заради способността си да създава вода.

## Физични свойства
При обикновени условия водородът е газ с двуатомна молекула, без цвят и мирис, и е най-лекият от всички вещества – 0,0708 g/sm3 при 20 °C и около 14,5 пъти по-лек от въздуха. Във вода се разтваря слабо – около 0,02 обема в 1 обем вода. Дифузира през много метали, а се разтваря (оклудира) добре в никел, платина, паладий, като например до 850 обема в един обем паладий. Това може да се провери, ако в прибора за електролиза на вода катодът е във вид на пластинка от паладий, едната страна на която е покрита с лак. При разтварянето на водорода в свободната страна на пластинката, паладият увеличава своя обем и се огъва.
В твърдо състояние водородът образува молекулярен кристал, във възлите на решетката на който се намират молекули H2. Този кристал е диелектрик, тъй като електроните са силно свързани със своите атоми. Теоретични изследвания са показали, че при налягане от порядъка на 1 милион атмосфери или повече, водородът преминава в твърдо състояние при обикновени температури. При налягане от 2 милиона атмосфери трябва да се извърши преход от молекулярна към атомна форма. Следователно при тези условия водородът би образувал кристална решетка, по възлите на която има протони. Електроните се колективизират и такъв кристал притежава метална проводимост. Има съобщения за преход на течен водород в твърдо състояние при ниски температури (около 4К) и свръхвисоко налягане.

### Енергийни нива на електроните
Основното енергийно ниво на електрона във водородния атом е −13,6 eV, еквивалентно на ултравиолетов фотон с дължина на вълната 92 nm.
Енергийните нива на водорода могат да бъдат изчислени сравнително точно, като се използва моделът на Бор, при който електронът се разглежда като обикалящ около протона, подобно на въртенето на Земята около Слънцето. От друга страна електронът и протонът се привличат един към друг от електромагнитната сила, а астрономичните тела – от гравитацията. Поради дискретността на момента на импулса, постулиран в ранната квантова механика на Нилс Бор, електроните в неговия модел могат да заемат само определени разстояния от протона и съответно могат да имат само определени възможни енергии.
По-точно описание на атома на водорода се получава от чисто квантовомеханична гледна точка, чрез използването на уравнението на Шрьодингер или формулировката на Ричард Файнман с интеграли по траекторията за изчисляване на вероятността на положението на електрона спрямо това на протона. Най-усложнените модели дават възможност за отчитане и на малките ефекти на специалната теория на относителността и на поляризацията на вакуума. От гледна точка на квантовата механика електронът в основното състояние на водородния атом изобщо няма момент на импулса.

### Изомери
Водородът съществува в две форми (модификации) – ортоводород и параводород. В молекулата на ортоводорода o-H2 (т. топене −259,10 °C, т. кипене −252,56 °C) ядрените спинове са еднопосочни, докато при параводорода p-H2 (т. топене −259,32 °C, т. кипене −252,89 °C) са противопосочни. Равновесната смес o-H2 и p-H2 при дадена температура се нарича равновесен водород e-H2. При много ниски температури равновесието между ортоводорода и параводорода почти изцяло е изместено към страната на последния. При 80 К съотношението на двете форми е приблизително 1:1. При нагряване параводородът се превръща в ортоводород до образуване на равновесна смес при стайна температура (орто:пара = 75:25).
Двуатомните молекули на водорода могат да съществуват в две изомерни форми, които се отличават по относителния спин на ядрата на двата образуващи ги атома. При ортоводородната форма спиновете на двата протона са с една и съща посока и молекулният спин е с квантово число 1 (½+½), докато при параводородната форма спиновете са срещуположни и молекулният спин е с квантово число 0 (½-½). При стандартна температура и налягане водородният газ съдържа около 25% параводородни и 75% ортоводородни молекули – съотношение, известно като „нормална форма“.
Равновесното съотношение между ортоводород и параводород зависи от температурата, но тъй като ортоводородната форма представлява възбудено състояние и има по-висока енергия от параводородната форма, тя е неустойчива и не може да се получи в чист вид. При много ниски температури равновесната смес се състои почти изцяло от параводород. Топлинните свойства на течната и газова фаза на чистия параводород се отличават значително от тези на нормалната форма, поради различия в ротационните топлоемкости (вижте Спинови изомери на водорода).
Разграничението между орто- и параводород е налице и в други водородни молекули и функционални групи, като тези на водата или метилена, но оказва слабо влияние върху техните свойства.
Възможен е преход между двата изомера:
{\displaystyle {\ce {o-H2 <=> p-H2}}} {\displaystyle \Delta H=-13,8} {\displaystyle kJ/mol,T=0K}
Некатализираното взаимно преобразуване между параводород и ортоводород се усилва при нарастване на температурата, поради което рязко кондензираният молекулен водород съдържа големи количества високоенергиен ортоводород, който се превръща в параводород много бавно. Съотношението между двете форми в кондензирания водород е важно съображение при неговата подготовка и съхранение – преобразуването на ортоводорода в параводород е екзотермично и създава достатъчно топлина за изпаряването на част от водородната течност, което води до загуба на втечнен материал. По тази причина при охлаждането на водорода се използват катализатори – железен оксид, активен въглен, платиниран азбест, редкоземни метали, хромов оксид, някои съединения на урана и никела – вещества, молекули или йони с парамагнитни свойства.

### Изотопи
Водородът има три естествени изотопа – протий (1Н), деутерий (2Н) и тритий (3Н). От тях само протият и дуетрият са стабилни. Други четири силно нестабилни изотопа (4H, 5H, 6H, 7H) са синтезирани в лабораторни условия, но не се срещат в природата.
- Протият (1H) е най-разпространеният изотоп на водорода: 99,98% от всичкия водород е протий. Ядрото на този изотоп съдържа само един протон и нито един неутрон.
- Деутерият (2H или D) е другият стабилен изотоп на водорода. Ядрото му се състои се от един протон и един неутрон. Деутерият не е радиоактивен, но все пак е отровен. Вода, чиито молекули съдържат деутерий вместо протий, се нарича тежка вода (D2O). Тежката вода намира полезно приложение в ядрените реактори, но е отровна за живите организми. Деутерият е открит от американците Харолд Юри, Фердинанд Брикведе и Джордж Мърфи през 1932 г., изследвайки водородния спектър в електрическа дъга, която показала съществуването и на тритий.[9]
- Тритият (3H или T) съдържа един протон и два неутрона в ядрото си. Той е радиоактивен и се разпада на хелий-3 чрез бета-разпад с период на полуразпад 12,32 години. Малки количества тритий се срещат в естествено състояние, породени от взаимодействието на космическите лъчи с атмосферните газове. Тритий се отделя и при ядрени опити. Вода, чиито молекули имат формулата T2 O, се нарича свръхтежка вода. Използва се при термоядрените реакции, като индикатор в геохимията и при самозахранващи се светещи устройства.

Водородът е единственият елемент, който има различни имена за изотопите си, употребявани и днес (в ранните години от откриването на радиоактивността и началото на нейното изучаване различни тежки изотопи са получавали имена, но тези имена вече не се използват). Символите D и T (вместо 2H и 3H) понякога се използват за деутерий и тритий, но съответния символ P се използва за означаване на елемента фосфор и затова не може да бъде използван за протий. Според Международния съюз за чиста и приложна химия могат да бъдат използвани означенията D и T, както и 2H и 3H, въпреки че 2H и 3H са предпочитани.
| Изотоп | Температура на кипене, °C | Температура на кипене, °C | Плътност спрямо въздуха, g/cm3 (20 °C) | Междуатомно разстояние, nm | Енергия на дисоциация на молекулата, kJ/mol |
| ------ | ------------------------- | ------------------------- | -------------------------------------- | -------------------------- | ------------------------------------------- |
| H2     | –252,6                    | –259,2                    | 0,069                                  | 0,074                      | 436                                         |
| D      | –254,5                    | –254,5                    | 1,138                                  | 0,074                      | 443,3                                       |
| T      | ~ –247                    | ~ –252,6                  | ~ 1,207                                | –                          | –                                           |

## Химични свойства
Водородът е с пореден номер 1 и е част от първи период на Менделеевата периодична система. Образува стабилни съединения с всички елементи и е силно химически активен. Молекулата на водорода се състои от два атома, свързани с проста ковалентна неполярна връзка. Атомната му маса е 1,00794. В химичните съединения винаги е от +1 валентност, с изключение на алкалните и алкалоземните хидриди, където е електроотрицателен (-1). Образува стабилни химични съединения с всички химични елементи.
Дълго време химиците са поставяли водорода само в първа група на Периодичната таблица – над лития, тъй като притежава един валентен електрон като всички останали едновалентни метали в групата. Но в съвременните таблици водородът се поставя и/или над флуора, тъй като логиката на периодичния закон изисква зарядът на ядрата на елементите, аналогични на първите три периода, да се различава с осем единици. По брой на недостигащите за запълване на електронната обвивка водородът прилича на халогените, тъй като присъединява излишен втори електрон. По тези причини, водородът се разглежда като аналог на флуора. И двата елемента са способни да създават съединения с металите (водородът образува хидриди, а флуорът – флуориди).
Водородният атом има един орбитален електрон (1s1). Потенциалът на йонизация на протия е 13,59eV, точно колкото се получава по теорията на Бор, като за деутрия и трития е малко повече. При йонизацията на протия се получава голо ядро, наречено „протон“ – p, „деутрон“ – d и „тритон“ – t. Трите изотопа правят възможно образуването на шест различни водородни молекули – H2, HD, D2, HT, DT и T2, проявяващи най-големи различия в химичните и физичните свойства, сравнени с изотопите на другите елементи.
Химичната активност на молекулата водород се определя от голямата енергия на дисоциация на молекулата.
В зависимост от ориентацията на ядрените спинове съществуват две модификации на водородната молекула – ортоводород (паралелни спинове) и параводород (антипаралелни спинове). При 0 °C параводородът в сместа е 25,13%, като с понижаване на температурата, съдържанието му се увеличава и при -254,43 °C (температура на втвърдяване на водорода) е 99,82%. Двете модификации имат някои разлики във физичните свойства.
Молекулярният водород може да реагира с много елементи и съединения, но при стайна температура скоростта на реакцията е незначителна. Това се дължи на високата енергия на дисоциация на молекулата (104 kcal/mol). При повишена температура скоростта на реакцията е висока. При нагряване с атомна горелка на Ленгмюр атомният водород съществува между ½ и ⅓ от секундата.
Молекулният водород реагира с всички окисляващи елементи. При обикновени условия реагира само с флуор до флуороводород:
{\displaystyle {\ce {H2 + F2 -> 2HF}}}.
С неметали и металоиди реагира при подходящи условия – нагряване, облъчване със светлина или катализатор, образувайки водородни съединения. С хлора реакцията протича с взрив при непряка слънчева светлина. С кислород взаимодействието води до образуване на вода с отделяне на голямо количество топлина. С азот реагира в присъствието на катализатор (V2O5), нагряване (500 °C) и налягане (1000 atm) (Синтез на Хабер–Бош).

### Горене
Водородният газ (диводород) е силно запалим и гори при контакт с въздуха при обемни концентрации между 4 и 75%. Енталпията на горенето на водорода е −286 kJ/mol:
{\displaystyle {\ce {2H2{}_{(g)}+ O2 -> 2H2O + 572kJ}}}
Водородният газ образува взривна смес с въздух при концентрации 4 – 74% и с хлор при концентрации 5 – 95%. Тези смеси детонират спонтанно от искра, нагряване или досег със слънчева светлина. Температурата на самовъзпламеняване, при която водородът започва да гори спонтанно във въздух, е 500 °C. Чисто водородно-кислородното горене има ултравиолетово излъчване и при висока концентрация на кислорода е почти незабележимо с невъоръжено око, което прави установяването на изтичане на водород във въздуха трудно и опасно. При други условия водородните пламъци са сини, подобни на тези при горенето на природен газ. Известен пример за самозапалване на водород е катастрофата с дирижабъла „Хинденбург“ – оранжевите пламъци при този пожар се дължат на горенето освен на водород, и на въглеродни съединения от корпуса на дирижабъла.

## Съединения

### Неорганични съединения

#### Хидриди
Хидридите са съединения на водорода, в които водородните атоми получават отрицателен заряд (H−) – това става при свързване с елементи, които имат по-малка електроотрицателност. Съществуването на хидриден анион, предположено от Гилбърт Люис през 1916 година за солите на водорода с алкални и алкалоземни метали, е доказано през 1920 година чрез електролиза на разтопен литиев хидрид (LiH), която генерира стехиометрично количество водород на анода. Изключение между алкалоземните хидриди е берилиевият хидрид BeH2, който е полимерен. При литиево-алуминиевия хидрид анионът AlH4- е образуван от хидридни центрове, добре свързани с Al(III).
Макар хидриди да се образуват с почти всички елементи от основната група, броят и съчетанието на възможни съединения е много разнообразно. Например, известни са над 100 двуелементни хидрида на бора, а само един на алуминия. Все още не е получен двуелементен хидрид на индия, макар че съществуват по-сложни хидриди с участие на индий.
В неорганичната химия хидридите служат и като мостови лиганди, свързващи два метални центъра в комплексни съединения. Тази функция е особено честа при елементите от група 13, най-вече при комплексните съединения на борния хидрид и алуминия, както и при клъстерираните карборани.
Металите от IА и IIА реагират до хидриди съответно с формулите MH и MH2. Тъй като образуването на H- в случая е ендотермичен процес, синтезът на алкалните и алкалоземните хидриди е при температури между 300 и 700 °C. Степента на йонност на връзката нараства към последните елементи в групите. Всички те са бели твърди вещества с различна кристалографска структура – тип NaCl при хидридите на алкалните метали; тетрагонална, тип рутил (TiO2) при MgH2; ромбична, тип PbCl2 при Ca, Sr и Ba. Високотопими са, а стопилките им имат висока електропроводимост и водородът се отделя на анода.
| съединение | LiH | NaH | KH  | RbH | CsH |
| r(H-), pm  | 126 | 146 | 152 | 152 | 154 |

Пресметнатият йонен радиус на H- е 208 pm поради малкия електричен заряд на ядрото. Това силно намаляване на кристалографския радиус на H- чрез физически методи показва, че той се поляризира. Причина е известната ковалентност на връзката в LiH (20%).
Хидридите са силни редуктори и хидриращи агенти, като стандартният потенциал на двойката H-/½H2 е E0=-2,25 V поради малкото електронно сродство на водородния атом и голямата стабилност на водородната молекула. Хидридите са особено активни към веществата, даващи макар и малко количество H+, например вода:
{\displaystyle {\ce {MH + H2O -> MOH + H2}}}.
В този случай те се отнасят като много силни киселини на Бьонстред-Лоури и могат да се използват за отстраняване на влага от органични съединения.
При елементите от IIIA, както и BeH2, е характерно образуването на асоциати. Поради твърде сложната им структура не са добре изучени, с изключение на бораните. Известни са и комплексни хидриди.
При елементите от IVA интерес представлява връзката C–H, която е нискополярна, позволява образуването на дълги въглеводородни вериги – причина за огромното разнообразие от органични съединения. Аналогични съединения образуват и съседите му, силиций и бор, но техните вериги са много къси.
Хидридите на елементите от V, VI и VIIA са газообразни с ковалентна връзка. Електронната плътност е изтеглена към елемента партньор и са налице водородни връзки.
Хидридите на преходните метали от IIIБ до VБ група и някои f-елементи имат разнообразен и понякога нестехиометричен характер. Европиевият и иритиевият дихидрид са аналогични по структура и свойства на CaH2. Хидридите на Y, Ti, Nb, Hf, Ce и Th по външен вид наподобяват съответните метали.
Преходните метали от VIБ до VIIIБ, с изключение на хрома, не реагират с водорода, но се разтварят добре в него.

#### Протони и киселини
Окисляването на водорода отнема електрона от неговите атоми и ги превръща във водородни катиони (H+), които не съдържат електрони, а само атомно ядро, съставено обикновено от един протон. По тази причина H+ често се нарича и протон. Тези частици играят централна роля в изследването на киселините, като в теорията на Брьонстед и Лаури киселините се дефинират като донори на протони, а основите – като приемници на протони.
Самостоятелният протон H+ не може да съществува в разтвор или в йонни кристали поради неограниченото си привличане към други атоми или молекули, съдържащи електрони. С изключение на високи температури, типични за плазмата, такива протони не могат да бъдат отделени от електронните облаци на атоми или молекули и остават свързани с тях. Въпреки това, терминът „протон“ се използва понякога в широк смисъл за водородните катиони, без в това да се влага смисъл на обособеност на тези частици.
За да се избегне двусмислеността на термина, предполагащ наличието на разтворени протони, понякога за водните разтвори на киселини се казва, че съдържат друга фиктивна структура – „хидроксониев йон“ (H3O+). Но в този случай е по-правдоподобно предположението, че разтворените водородни катиони се групират в йони H9O4+.
Във водна среда протоните формират съединенията H(H2O)n, n = 1 – 6.
Един от най-разпространените йони във Вселената (но не и на Земята) е H3+ – протонизираният молекулен водород.

#### Вода
Водата е оксид на водорода. Заема ¾ от повърхността на Земята. Чистата вода е прозрачна безцветна течност без вкус и мирис. Известни са разлики в свойствата на обикновената, деутериевата и тритиевата вода. Всички особености на водата се обясняват с ковалентната полярна химична връзка между водорода и кислорода и образуването на водородни връзки между молекулите. Ковалентната връзка определя ниската топлопроводимост на водата в течно и твърдо състояние. Водородните връзки обясняват по-ниската плътност на леда спрямо водата.
Водната молекула е силно реактивоспособна и проявява амфотерни свойства. Тя е силен окислител на метали и други редуктори с отрицателни стойности на стандартни потенциали спрямо нея.
Реагира с метали, метални оксиди, неметали и неметални оксиди:
{\displaystyle {\ce {Na + H2O -> NaOH + 1/2 H2 ^}}}
{\displaystyle {\ce {CaO + H2O ->Ca(OH)2}}}.
Само металните оксиди, които не се разтварят във вода, не реагират с нея.
Водната молекула образува координационни съединения – хидрати и клапрати.

#### Хидроксониеви съединения
При пълно донорно координиране на водни молекули се образува серия хидроксониеви йони – [H(H2O)n], n = 1 – 6. Те са доказани в структурата на различни съединения чрез рентгенострктурен анализ. Най-простият хидроксониев йон (H3O+) е открит в монохидратите на солната, азотната, перхлорната, сярната и други киселини – H2O•HNO3 ≡ H3O+●NO3-. При нормална температура е стабилен H3O+SbF5+. [H2O5]+, [H7O3]+ и [H9O4]+ са открити в полихидратите на някои халогенни неорганични киселини, а [H13O3]+ е доказан в структурата на някои по-сложни органични съединения.

#### Водороден пероксид
Чист силно концентриран H2O2 е маслообразна синкава течност с неприятна миризма. При обикновена температура се разпада на вода и кислород. Разтваря се във вода във всякакво отношение. При -51 °C са изолирани кристали със структура H2O2●2H2O.
Лабораторно се получава от бариев пероксид и сярна или фосфорна киселина:
{\displaystyle {\ce {BaO2 + H2SO4 -> BaSO4 v + H2O2}}}
Водородният пероксид участва в окислително-редукционни реакции в кисела и алкална среда.
Използва се за избелване на вълнени и памучни тъкани, слама, кожа и пера. 3%-ен разтвор се използва като медицински дезинфектант – кислородна вода.

### Органични съединения
Водородът образува многобройни съединения с въглерода, наричани въглеводороди, и множество съединения с хетероатоми, които са важни съставки на живата материя и поради това се наричат органични съединения. Изследването на техните свойства е предмет на органичната химия, а тяхното влияние върху жизнените процеси се изучава в биохимията. Известни са милиони въглеводороди, като повечето от тях се образуват по сложни синтетични пътища, които рядко включват реакции с чист водород.
Повечето органични съединения съдържат водород и въглерод, като на връзката между атомите на тези два елемента се дължат много от основните свойства на тези съединения. Според много класификации именно наличието на водородно-въглеродни връзки е определящата характеристика на органичните съединения.

## История на изследванията
През 16 век Парацелз получава водород при взаимодействие на желязо със сярна киселина.
През 1766 г. англичанинът Хенри Кавендиш пръв получава чист водород и се смята за негов откривател.

През 1783 г. Лавоазие направил точни изследвания, потвърдил резултатите на Кавендиш и открил, че водородът е съставна част на водата.

## Наличие в природата
Водородът е широко разпространен елемент в природата.
В Космоса той е най-разпространеният елемент – около 92% – и служи като гориво за поддържане на енергията на звездите. Във вид на плазма водородът представлява около половината от масата на Слънцето, повечето звезди и газовите мъглявини. В междузвездното пространство (Hi-район) присъства неутрален водород. В голяма част от материята в междузвездното пространство на Млечния път, както и другите спирални галактики, водородът е под формата на „студен“, неутрален водороден газ с температура около 100 К и плътност приблизително 1 атом/cm³. Тези облаци лесно се откриват по характерното си вълново излъчване от 21 cm. В т. нар. „Hi-райони“ плътността е 10 – 1000 частици/cm³, а температурата е около 10 000 К. Преобладаващото излъчване на тези райони е от водорода. Голяма част от това излъчване е във видимия спектър на светлината и е възможно наблюдаването им, като например мъглявината Орион.
Водородът се намира в атмосферата на редица планети и в свободно състояние в кометите, в съединения (метан, етан, вода) и радикали (CH, NH, OH, SiH, PH, MgH, NaH и др.), в състава на корпускулярното излъчване на Слънцето. В космическите лъчи влиза във вид на поток от протони (йонизиран водород).
Във вид на плазма, водородът в Слънцето служи за синтезиране на нови елементи чрез термоядрени процеси. Огромни количества от водород се изхвърлят чрез слънчевия вятър. Разсейвайки се в атмосферата, протоните намаляват енергията си и част от тях попадат на повърхността на Земята или остават в радиационният пояс. При това разсейване в атмосферата се получава излъчване във видимата област, което е причина за образуването на полярното сияние. Когато та Слънцето станат локални избухвания, насочени към Земята, върху нея попадат интензивни потоци от заредени частици, които създават магнитни бури.
В земната кора, водородът заема около 1% по маса и 16 – 17% по брой на атомите. В свободно състояние се среща рядко. Водородът влиза в състава на водата, нефта, природния газ, глината, живите организми. Малки количества свободен водород се среща в земното въздушно пространство (0,00001% по брой на атомите), но той лесно може да добие втора космическа скорост (11,2 km/s) и по този начин лесно да напусне атмосферата. В околоземното пространство образува вътрешния радиационен (протонен) пояс на Земята.

## Производство
Въпросът за евтино получаване на водород е актуален, заради световните екологични и енергийни проблеми. За да бъде решен, се създават компютърно генерирани затворени производствени цикли, които се подлагат на експериментална проверка.
| Цикъл 1                                                                                    | Цикъл 2 |
| ------------------------------------------------------------------------------------------ | --- |
| 1. {\displaystyle \mathrm {CaBr_{2}+H_{2}O\ \xrightarrow {750\ ^{\circ }C} \ CaO+2HBr} }   | 1. {\displaystyle \mathrm {3FeCl_{2}+4H_{2}O\ \xrightarrow {500\ ^{\circ }C} \ Fe_{3}O_{4}+6HCl+H_{2}} }                                    |
| 2. {\displaystyle \mathrm {Hg+2HBr\ \xrightarrow {100\ ^{\circ }C} \ HgBr_{2}+H_{2}} }     | 2. {\displaystyle \mathrm {Fe_{3}O_{4}+{\frac {3}{2}}Cl_{2}+6HCl\ \xrightarrow {100\ ^{\circ }C} \ 3FeCl_{3}+3H_{2}O+{\frac {1}{2}}O_{2}} } |
| 3. {\displaystyle \mathrm {HgBr_{2}+CaO\ \xrightarrow {25\ ^{\circ }C} \ HgO+CaBr_{2}} }   | 3. {\displaystyle \mathrm {3FeCl_{3}\ \xrightarrow {300\ ^{\circ }C} \ 3FeCl_{2}+{\frac {3}{2}}Cl_{2}} }                                    |
| 4. {\displaystyle \mathrm {HgO\ \xrightarrow {500\ ^{\circ }C} \ Hg+{\frac {1}{2}}O_{2}} } | - |

### Промишлени методи
Промишленото получаване на водорода става главно по следните начини:
- Електролиза на разтвор на калиева основа с платинови електроди. Този метод се използва и за получаване на кислород, отделящ се на анода:

катод: {\displaystyle {\ce {2H2O +2e- -> H2 + 2 OH-}}}
анод: {\displaystyle {\ce {2OH- -2e- -> H2O + O -> (O2)}}}
При електролит бариев хидроксид е възможно използването на по-евтини никелови електроди.
- Конверсия на метан и други въглеродороди от природен газ[17] с водна пара при 1000 °C:

{\displaystyle \mathrm {CH_{4}+H_{2}O\ \xrightarrow {1000\ ^{\circ }C} \ CO+3\,H_{2}} }
- Пропускане на водни пари над разкален кокс при температура около 1000 °C и незадължителен катализатор циментит (Fe2C3):[20]

{\displaystyle \mathrm {H_{2}O+C\ {\xrightarrow[{Fe_{2}C_{3}}]{400\ -\ 500\ ^{\circ }C}}\ 2\,CO+H_{2}} }
Реакцията е известна като „газификация на въглища“. Тъй като е ендотермична, с напредването ѝ въглищата загасват. За предотвратяването на този нежелан ефект, периодично се спира потокът на водната пара и се продухва въздух. Така въглищата изгарят напълно с краен продукт смес от CO и H2. Полученият CO се конвертира до CO2:
{\displaystyle \mathrm {H_{2}O+CO\ {\xrightarrow[{Cr_{2}O_{3}/NiO}]{500\ ^{\circ }C}}\ CO_{2}+H_{2}} }
Реакцията е слабо екзотермична.
- Електролиза на водни солни разтвори:

{\displaystyle {\ce {2NaCl + 2H2O -> 2NaOH + H2 + Cl2}}}
- Каталитично окисление на метан с кислород:

{\displaystyle {\ce {2CH4 + O2 <=> 2CO + 4H2}}}

### Лабораторни методи
В лабораторни условия водород се получава при един от следните методи:
- действие на разредени киселини върху метали. Реакцията на взаимодействие между цинк и сярна киселина е най-използваната реакция за лабораторно получаване на водород:[17]

{\displaystyle {\ce {Zn + H2SO4 -> ZnSO4 + H2}}}
При недостатъчно чист цинк заедно с водорода е отделят AsH3, PH3, SO2 и H2S. За да бъде пречистен от тези газове, водородът преминава през разтвор на окислител – калиев перманганат или калиев дихромат, последван от разтвор на калиева основа, Газът се суши с k.H2SO4 или силикагел.
- взаимодействие на калция с вода:

{\displaystyle {\ce {Ca + 2H2O -> Ca(OH)2 + H2}}}
- хидролиза на хидриди

{\displaystyle {\ce {NaH + H2O-> NaOH + H2}}}
- действие на основи на цинк или алуминий[9]

{\displaystyle {\ce {Zn + 2KOH + 2H2O-> K2[Zn(OH)4] + H2}}}

## Приложение
Водородът има различни приложения, някои от които са посочени по-долу:
Химическа промишленост
- за чисто производство на петролни продукти (виж други приложения)
- изстудяващ елемент (особено виж течен водород)
- при производство на амоняк и метанол
- за хидрогениране на масла за нехранителни цели (изолация, пластмаси, кремове, сапуни и други химикали).
- като газ-носител в газовата хроматография.

Хранително-вкусова промишленост
- Регистриран е като хранителна добавка E949 (консервиращ газ, клас „Разни“).
- Използва се за хидрогениране на течни масла (като масла от соеви семена, риба, памучни семена и зърнени култури), което ги превръща в полутвърди, използвани като мазнини за сладкиши, маргарин, в някои видове фъстъчено масло.

Енергетика
- за реакция с кислород в системите за водно охлаждане в ядрените реактори с кипяща вода за потискане на междукристалното корозионно напукване под напрежение в охладителната система
- водородна енергетика

Производство на метали
- като защитна среда при високотемпературни химични реакции и операции, като при производство на неръждаема стомана.

Обработка на метали
- смесен с аргон при заваряване на аустенитна неръждаема стомана
- при плазмено заваряване и рязане

Други приложения
- във фармацевтичната промишленост – за получаване на сорбитол (използван в козметиката), за производство на лепила и витамини А и С
- в нефтохимическата промишленост – за подобряване на характеристиките на петролните продукти чрез отстраняване на органичната сяра от суровия петрол, както и за преобразуване на тежките суровини в по-леки, по-лесни за рафиниране и по-продаваеми продукти.

## Рискове и техники на безопасност
Водородът крие редица опасности. Реакциите на водорода със някои силнореактивни елементи могат да доведат до пожари и/или детонация. Продължително дишане на чист водород може да причини асфиксия. Tечният водород е криоген и невнимателно боравене с него може да причини измръзвания. Течният водород се разтваря в много метали, като това може да има неблагоприятни ефекти за самите метали – т.нар. „водородна трошливост“, която може да презивика напукване на метала или дори експлозия.
Използваният за индустриални цели водород се пренася в стоманени бутилки под налягане 150 kg/cm2.